# Lophocoleineae
Lophocoleineae, podred jetrenjarki, dio reda Jungermanniales. Opisan je 1972.

## Porodice
- Blepharostomataceae W. Frey & M. Stech
- Brevianthaceae J.J. Engel & R.M. Schust.
- Chonecoleaceae R.M. Schust. ex Grolle
- Grolleaceae R.M. Schust.
- Herbertaceae Müll. Frib. ex Fulford & Hatcher
- Lepicoleaceae R.M. Schust.
- Lepidoziaceae Limpr.
- Lophocoleaceae Müll. Frib. ex Vanden Berghen
- Mastigophoraceae R.M. Schust.
- Plagiochilaceae Müll. Frib.
- Pseudolepicoleaceae Fulford & J. Taylor
- Trichocoleaceae Nakai